# 沃洛卡 (切爾諾夫策區)

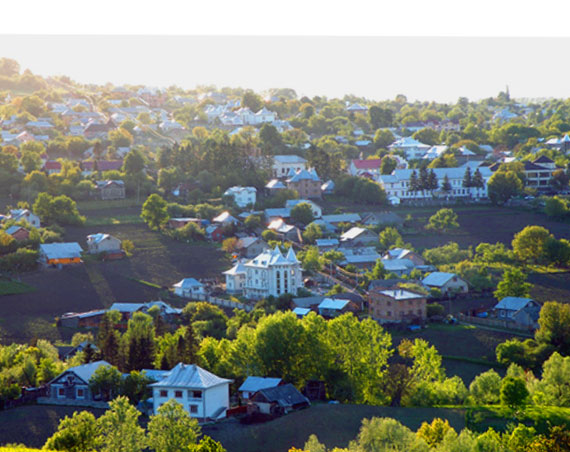

48°11′41″N 25°56′34″E / 48.19472°N 25.94278°E
沃洛卡（烏克蘭語：Волока）是位於烏克蘭西南部的村莊，由切爾諾夫策州切爾諾夫策區的沃洛卡市鎮負責管轄，並為該市鎮的行政中心。該村海拔高度193米，2001年人口3,035，大部分居民是羅馬尼亞人。